# Caldwell (New Jersey)
Caldwell is een plaats (borough) in de Amerikaanse staat New Jersey, en valt bestuurlijk gezien onder Essex County.

## Demografie
Bij de volkstelling in 2000 werd het aantal inwoners vastgesteld op 7584.

## Geografie
Volgens het United States Census Bureau beslaat de plaats een oppervlakte van
3,1 km², geheel bestaande uit land. Caldwell ligt op ongeveer 54 m boven zeeniveau.

## Plaatsen in de nabije omgeving
De onderstaande figuur toont nabijgelegen plaatsen in een straal van 4 km rond Caldwell.

## Geboren
- Grover Cleveland (1837-1908), 22e en 24e president van de Verenigde Staten (1885-1889 en 1893-1897)
- Richard E. Stearns (1936), informaticus en winnaar Turing Award
- Camryn Manheim (1961), actrice